# Adli Mansour
Adli Mahmud Mansour (în arabă عدلي محمود منصور‎; n. 23 decembrie 1945, Cairo) este un judecător egiptean și șeful Curții Supreme Constituționale. A fost președintele interimar al Egiptului în perioada 2013-2014, după ce Mohamed Morsi a fost demis din funcția de președinte în urma loviturii de stat din 2013.